# Боро (Пенсильвания)

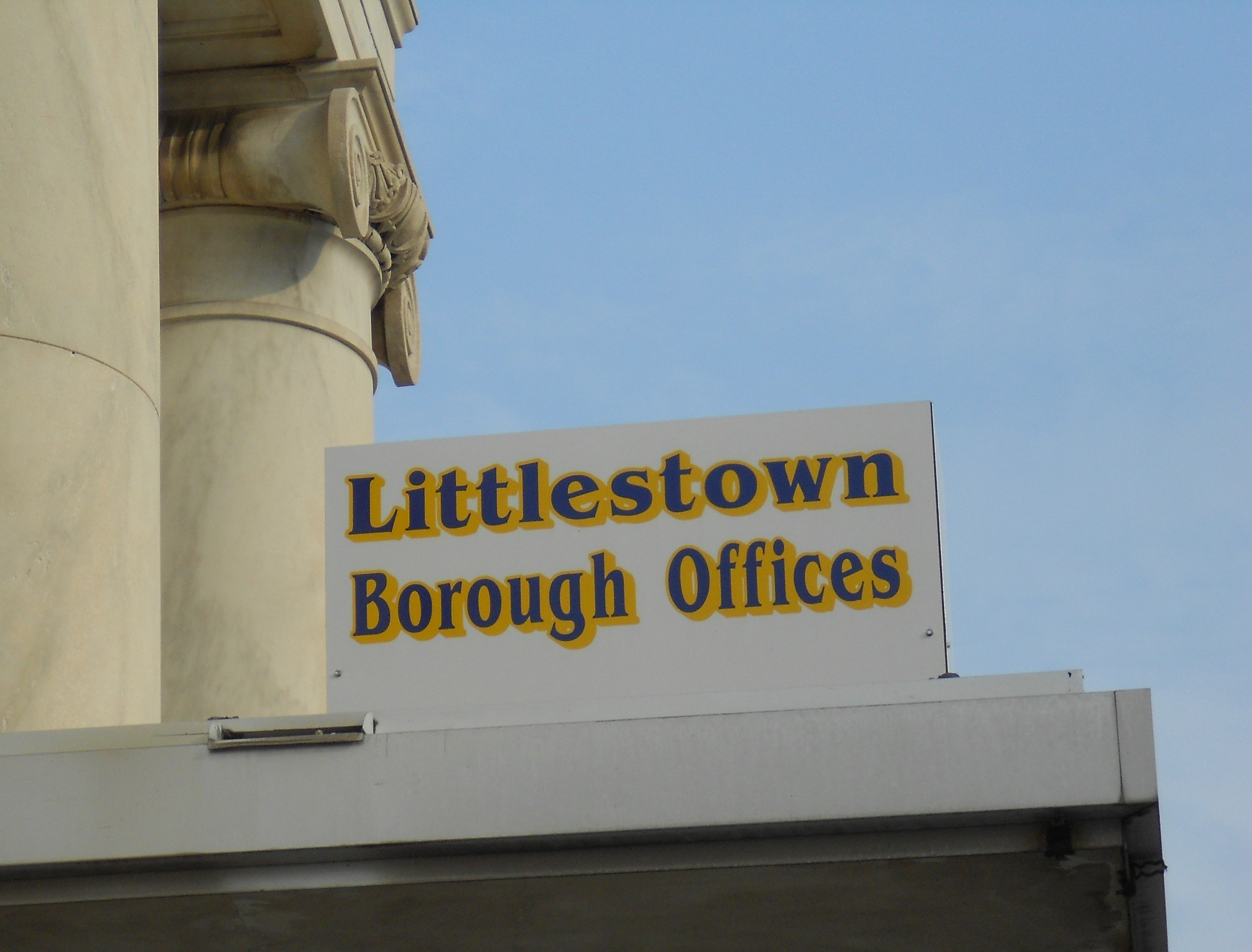
Вывеска муниципального управления боро Литлстаун

Бо́ро (англ. Borough, иногда Boro) — вид самоуправляющегося муниципалитета в штате Пенсильвания. По размеру боро обычно меньше города. Всего в штате насчитывается 958 боро.
Все муниципалитеты Пенсильвании подразделяются на города, муниципалитеты с правом местного самоуправления, боро или тауншипы. Единственным исключением является город Блумсберг, которому правительство штата предоставило статус самоуправляющегося городского поселения, единственного в штате. Тем не менее, многие муниципалитеты с правом местного самоуправления по разным причинам классифицируются как боро или тауншипы, несмотря на то, что кодекс штата о боро и тауншипах к ним неприменим.